# Hinsdale (Massachusetts)
Pour les articles homonymes, voir Hinsdale.
La ville de Hinsdale est située dans le comté de Berkshire, dans l’État du Massachusetts, aux États-Unis. Sa population s’élevait à 2 032 habitants lors du recensement de 2010.

## Personnalités
- Francis E. Warren,  premier gouverneur de l'État du Wyoming et sénateur fédéral est natif de Hinsdale.

## Source
- (en) Cet article est partiellement ou en totalité issu de l’article de Wikipédia en anglais intitulé « Hinsdale, Massachusetts » (voir la liste des auteurs).